# Somogycsicsó, Somogy
Somogycsicsó  este un sat în districtul Csurgó, județul Somogy, Ungaria, având o populație de 177 de locuitori (2011). 

## Demografie
Componența etnică a satului Somogycsicsó
     Maghiari (92,77%)
     Romi (7,23%)
Componența confesională a satului Somogycsicsó
     Romano-catolici (61,02%)
     Fără religie (9,04%)
     Luterani (8,47%)
     Reformați (4,52%)
     Necunoscută (16,95%)
Conform recensământului din 2011, satul Somogycsicsó avea 177 de locuitori. Din punct de vedere etnic, majoritatea locuitorilor (92,77%) erau maghiari, cu o minoritate de romi (7,23%).  Din punct de vedere confesional, majoritatea locuitorilor (61,02%) erau romano-catolici, existând și minorități de persoane fără religie (9,04%), luterani (8,47%) și reformați (4,52%). Pentru 16,95% din locuitori nu este cunoscută apartenența confesională.